# Uniola peruviana
Uniola peruviana là một loài thực vật có hoa trong họ Hòa thảo. Loài này được Laegaard & Sánchez Vega miêu tả khoa học đầu tiên năm 1990.